# Pietro de' Crescenzi
Pietro de' Crescenzi, noto anche come Pier Crescenzio (Bologna, 1233 – 1320), è stato uno scrittore e agronomo italiano.
Studioso di filosofia, di medicina, di scienze naturali, di giurisprudenza, è considerato il maggiore agronomo del Medioevo occidentale.
Teorizzò, nel Ruralium Commodorum libri XII (subito volgarizzato in toscano), tecniche agronomiche e di coltivazione dei giardini, la cui applicazione determinerà elementi caratteristici del paesaggio agrario moderno in Italia. Previde norme per i giardini "dei re e dei signori", ma anche "delle persone mezzane": i primi cinti di mura, con fontana e "selva d'alberi"; i secondi cinti di siepi, alberi da frutto, ma non privi di una "pergola ombrosa".
Il trattato fu uno dei pochissimi testi di agronomia a vedere la luce nel periodo medievale. Tra la composizione dell'ultima grande opera agronomica della latinità, la monumentale enciclopedia di Plinio, e le prime espressioni dell'agronomia della Rinascenza, trascorsero infatti milletrecento anni durante i quali furono pubblicati solo tre testi: uno in greco, la Geoponica, compilazione mediocre attribuita (almeno per il suo nucleo centrale) a Cassiano Basso; uno in arabo, il Libro dell'agricoltura dell'arabo Abū Zakariyā ibn al-Awwām, uno dei capolavori dell'agronomia di tutti i tempi; e, appunto, il Ruralium Commodorum libri XII del Crescenzi (Trattato dell'Agricoltura), del 1304, scritto in lingua latina.

## Biografia
Crescenzi studiò filosofia e scienze all'Università di Bologna già celebre in quei tempi. Si laureò in diritto sotto il celebre Azzone Soldanus.
Crescenzi è giudice bolognese al tempo di Dante Alighieri. Come tutti i dottori in diritto laureati a Bologna gode di vaste possibilità di impiego, siccome come podestà le città italiane preferiscono un giudice estraneo, libero da legami locali che ne minaccino l'imparzialità. Crescenzi è giudice in città diverse, viaggiando conosce l'agricoltura delle regioni d'Italia, che, ritiratosi in pensione, descrive in un'opera di cospicuo volume, la summa agronomica del medioevo latino: Liber ruralium commodorum, ovvero "Libro dei benefici agricoli".
Nella vastità del disegno sono comprese tutte le colture principali, cereali e leguminose, ortaggi, frutti e vite, precetti per la manipolazione delle derrate, l'elenco delle proprietà medicinali di ogni pianta, l'opera si chiude con consigli per la caccia e l'uccellagione.
Unica opera agronomica del Medioevo, il Liber conobbe immensa diffusione. Le più autorevoli fonti che hanno eseguito il computo hanno contato 12 incunaboli e edizioni latine, 18 edizioni italiane precedenti l'Ottocento, 12 tedesche,  15 francesi, una inglese. Nonostante il successo delle edizioni, sul valore dell'opera il giudizio è controverso: critici autorevoli rilevano che Crescenzi manca di spirito sperimentale, più che descrivere fenomeni rilevati personalmente costruisce un universo di concetti obbedienti ai canoni di un aristotelismo ormai privo di vitalità. Dalla nascita dell'agricoltura moderna l'opera si è eclissata, infatti, dalla cultura agronomica, dall'Ottocento al successo editoriale si è sostituito l'oblio. Se un agronomo poteva trovare, nell'Ottocento, e può trovare, ancora oggi, suggerimenti vitali leggendo il latino Columella, o l'arabo-andaluso ibn al-Awwam, è difficile possa reperire suggestioni significative nell'Opus del giudice bolognese, di cui cerca di rinverdire la fama, faticosamente, qualche letterato o qualche cultore di curiosità aristoteliche.
Tra i capitoli di questa opera ve ne sono che trattano Dei pozzi e fonti da fare, e come l'acqua si trovi e si provi; Delle piante;  Dell'Ulivo.

## Controversie sul valore dell'opera

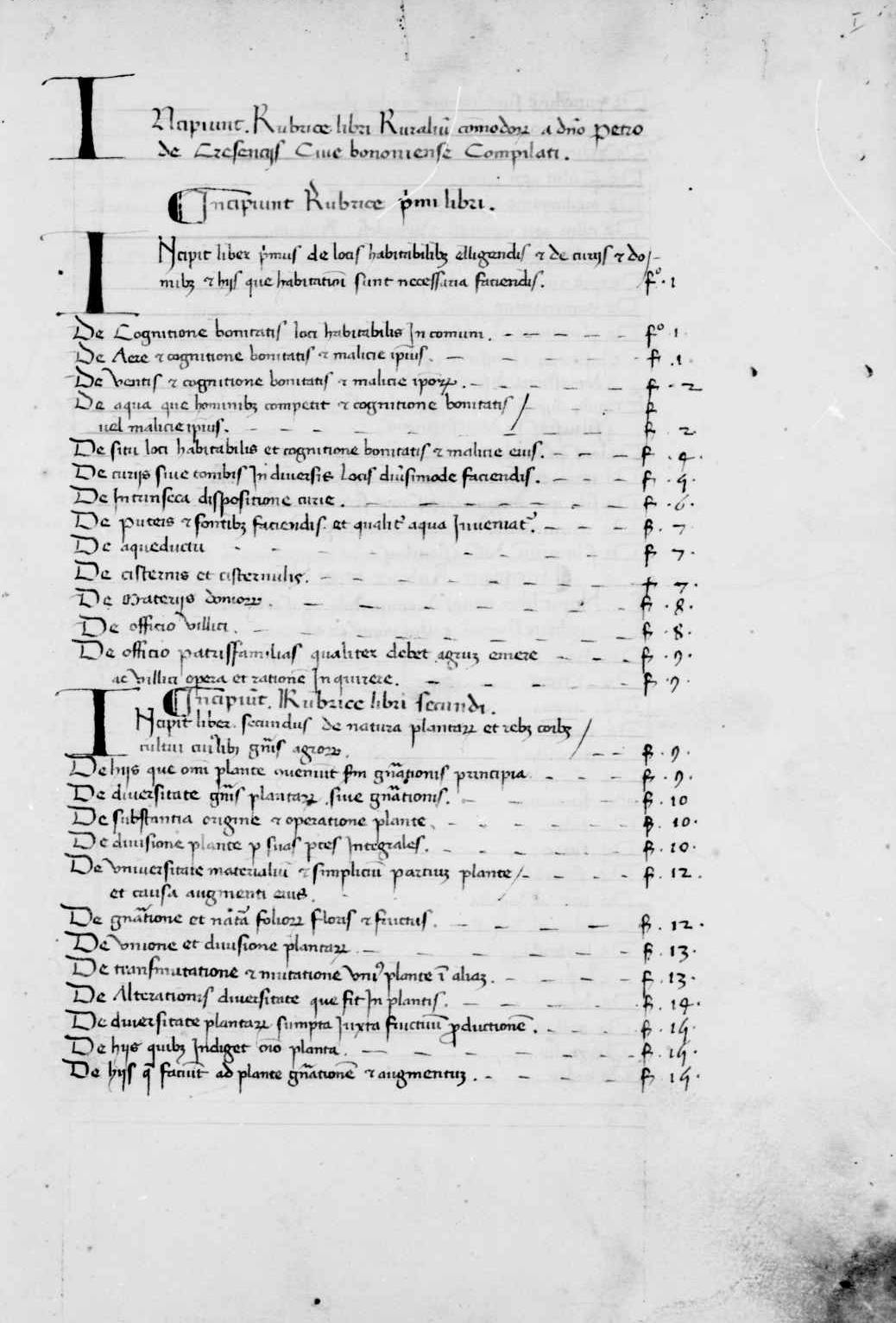
Ruralia commoda, manoscritto, 1471. Biblioteca Trivulziana, Milano.

Il valore dell'opera di Crescenzi nella storia della scienza è stato ed è oggetto di una lunga controversia. Vittorio Niccoli e Luigi Savastano hanno proclamato che un autore trascritto in manoscritti famosi e riprodotto in decine di incunaboli dovesse essere considerato un grande scienziato, lamentando come ingiusto l'oblio cui hanno condannato Crescenzi tutti gli agronomi moderni, inglesi, tedeschi e francesi, una tesi ripresa da qualche storico moderno di formazione letteraria.

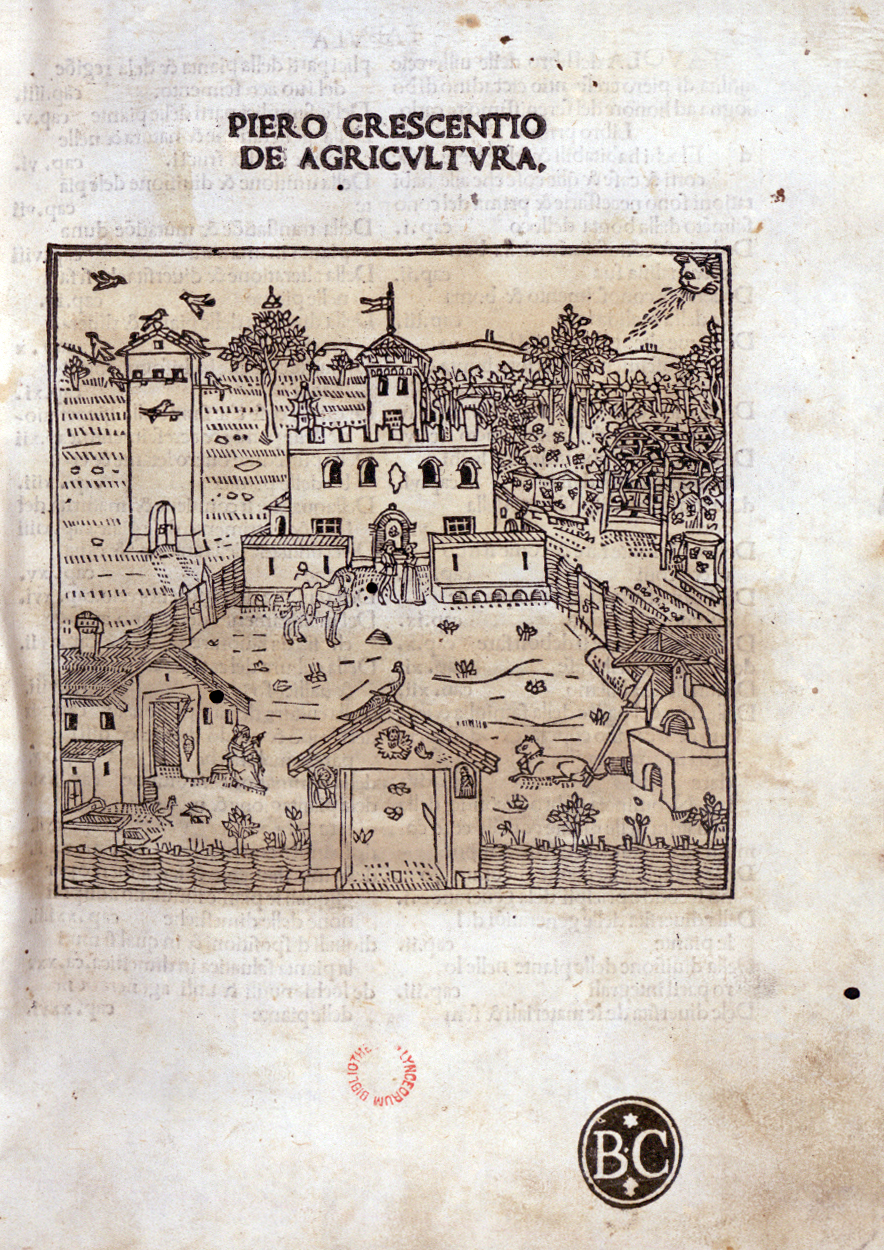
Ruralia commoda, 1495

## Opere

### Incunaboli
- Ruralia commoda. Augsburg, Johann Schüssler,  16 février 1471
- In commodum ruralium cum figuris libri duodecim. Speier, Peter Drach, c. 1490-1495.
- De Agricultura. Venezia, Matheo Capcasa, 1495.[2]

- Ruralia commoda, Firenze, Niccolò di Lorenzo, 1478.
- Ruralia commoda, Vicenza, Leonardus Achates de Basilea, 1490.
- Ruralia commoda, Venezia, Matteo Capcasa, 1495.

### Cinquecentine
- (LA) De agricultura vulgare, Venezia, Alessandro Bindoni, 1519.
- Opera di agricoltura. / Pietro Crescentio. Nella qual si contiene a che modi si debbe coltiuar la terra: seminare, inserireli albei, gouernar gli giardini e glihorti: la proprieta de tutti e frutti, & herbe: la natura de tutti gli animali, & vccelli,... - In Vinegia: per guglielmo da Fornareto de Monferra, 1534. adi. XVII. Agosto.
- de' Opera di agricoltura / Pietro Crescentio. Ne la qual si contiene a che modi si debbe coltiuar la terra, seminare inserire li alberi, gouernar gli giardini e gli horti, la proprieta de tutti i frutti. - In Venegia: per Bernardino de Viano de Lexona vercellese, 1536.
- de' Pietro Crescentio. Opera d'agricoltura. - In Venegia: per Bernardino de Viano, 1538.
- de' Pietro Crescentio. Opera d'agricoltura. - In Vinegia: per Bernardino de Viano de Lexona, 1528.
- De omnibus agriculturae partibus, & Plantarum animaliumq; natura & utilitate lib. xii... Basileae, per Henrichum Petri, 1548. Edizione Rivista I tempi della terra

### Traduzioni
- Prima edizione in francese per ordine del re Carlo V di Francia manoscritta nel 1373.
  - a stampa: Prouffits champestres et ruraule, touchant le labour des champs, vignes et jardins.
- Les profits champêtres de Pierre de Crescens. Paris, Chavane, 1965. Première édition en français moderne, établie d'après le manuscrit de la bibliothèque de l'Arsenal

### Manoscritti
- Ruralia commoda, 1471, Milano, Biblioteca Trivulziana, Fondo manoscritti, Triv. 834,  ff. 1r-175v.